# Eldorado (São José do Rio Preto)
O Eldorado, é um bairro localizado na Zona norte de São José do Rio Preto. Com cerca de 20 mil moradores, é um dos mais populosos bairros da cidade.
O Eldorado é dividido em quatro partes: Eldorado I, II, III e IV. É conhecido pela sua pista de atletismo, o Centro Esportivo Integrado do Eldorado, uma das melhores do Brasil.
Criado em 1970, foi o primeiro bairro da Zona Norte e o precursor das COHABs nessa região da cidade. 
O bairro é conhecido pela sua variedade comercial, que se concentra na Rua Aparecida do Taboado e na Avenida Monte Aprazível, com supermercados, lojas, lotérica, agência dos correios, bares, postos de gasolina, pizzarias e lazer.